# Heliostat

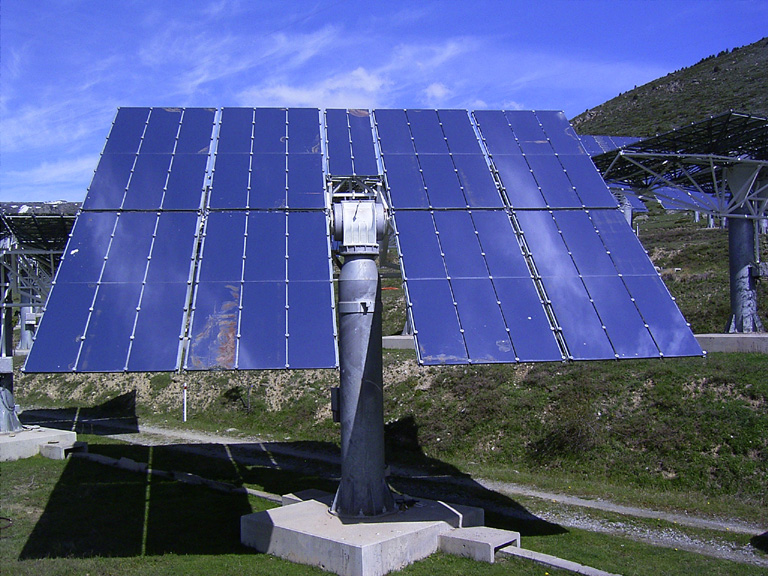
En heliostat vid Thémis experimenstation i Frankrike. Spegeln roterar på en altazimutal montering.

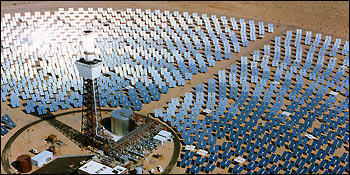
Solar Two-anläggningen för termisk solkraft. Varje spegel på fältet reflekterar kontinuerligt solljuset till absorbatorn i tornet.

Heliostat (från helios, det grekiska ordet för sol, och stat, som i stationär) är en apparat som inkluderar en plan spegel som vrider sig så att det reflekterade solljuset riktas mot ett förbestämt mål, och kompenserar för solens rörelse över himlen. Målet kan vara ett fysiskt objekt, på avstånd från heliostaten, eller en riktning i rymden. För att göra detta, hålls det reflekterande spegelplanet vinkelrätt mot bisektrisen till vinkeln mellan riktningen till solen och riktningen till målet, sett från spegeln. I nästan varje fall är målet stationärt i förhållande till heliostaten, så ljuset reflekteras i en fix riktning.
De flesta moderna heliostater kontrollerar med hjälp av dator. Stora anläggningar som termiska solkraftverk inkluderar fält med heliostater som består av många speglar. På ett sådant fält styrs vanligen alla speglar av en enda dator.
Det finns äldre typer av heliostater som inte använder datorer, inklusive sådana som helt eller delvis rör sig med hjälp av ett urverk, eller regleras med hjälp av ljussensorer. Dessa är nu sällsynta.
Heliostater skall skiljas från solföljare, som alltid pekar direkt mot solen. Men några av de äldre typerna av heliostater innehåller solföljare, tillsammans med kompletterande komponenter för att bestämma bisektrisen för vinkeln mellan sol och mål.
Nuförtiden används de flesta heliostater för belysning eller för att producera termisk solkraft. Några används experimentellt, eller för att kontinuerligt reflektera solstrålarna mot ett solteleskop. I fattiga länder används heliostater ibland för solugnar. Innan lasern och andra elektriska ljus fanns tillgängliga, var heliostater allmänt använda för att skapa intensiva, stationära ljusstrålar för vetenskapliga och andra ändamål.
En siderostat är en liknande apparat som är utformad för att följa en svagare stjärna snarare än solen.